# Langenæs (Slesvig)
 For alternative betydninger, se Langenæs. (Se også artikler, som begynder med Langenæs)
Langenæs (tysk Langeneß og nordfrisisk Nees) er en hallig og kommune beliggende mellem prilerne Nørreaa og Sønderaa i det nordfrisiske vadehav foran Sydslesvigs/Sønderjyllands vestkyst. Administraiv hører halligen under Nordfrislands kreds i delstaten Slesvig-Holsten i det nordlige Tyskland. Indtil 1864 hørte halligen under det danske Slesvig.
Langenæs er den største af de i alt ti halliger i Nordfrisland. Nutidens Langenæs er vokset sammen af de tre halliger Langenæs (i øst), Buthvel (på nordfrisisk Bütweel, på tysk Butwehl, i syd) og Nordmarsk (Meersk i nord). Halligen er cirka 10 km lang, 1,4 km bred og har en størrelse på 956 ha.  Den oprindelige dialekt på øen er halligfrisisk (en nordfrisisk variant). Kommunen Langenæs omfatter udover Langenæs også naboøen Øland og har skinneforbindelse via Øland over en banedæmning til Dagebøl på fastlandet (Halligbane Dagebøl–Langenæs). Der er færgeforbindelse til Vitdyn på Amrum og til Slutsil.

## Historie og geografi
Nutidens Langenæs er vokset sammen af de tre halliger Langenæs (øst), Buthvel (på nordfrisisk Bütweel, på tysk Butwehl, i syd) og Nordmarsk (Meersk i nord). I 1634 blev Langenes desuden forbundet med nabo-halligen Øland. Indtil stormfloden i 1362 var halligerne sammen med Rungholt en del af den nordfrisiske kyststribe. Kyststriben kaldtes for Strand og blev i 1100-tallet befolket af sydfra komne frisere. Området var mere eller mindre kløftet marsklandskab og havde talrige sogne og kirker. Men under den store stormflod i 1362 (Store Manddrukning) gik alle disse kirkebyer under, og øen Strand opstod (Strand blev ved en senere stormflod 1634 delt op i øerne Nordstrand og Pelvorm).
Omkring 1658 blev der oprettet et prædikested på øen. I 1666 blev halligens skole, der formentlig lå på det nutidige kirkevarft, bygget om til en kirke. I 1725/1726 og igen i 1894 måtte der bygges en ny kirke på øen. Kirkens malede fløjalter blev rejst i 1670 af to af halligens skippere. Alteret viser bl.a. Jesu korsfæstelse og Jesu sidste nadver med sine disciple. I 1960erne blev der bygget en ny skole på østsiden af kirkeværftet. 1802 bestod det nuværende Langenæs endnu af de enkelte halliger: Langenæs (i øst), Buthvel (i sydøst) og Nordmarsk (i vest), som gennem dæmningsbyggeri omkring 1869 voksede sammen. 
Alligevel blev Langenæs gennem århundrederne mindre og mindre. Før stormfloden i 1825 havde øen endnu 70 huse og 187 indbyggere. 1850 stod der på 14 varfter 50 huse og i 1906 30 huse. 1873 havde øen 1179 ha og i 1882 kun 1025 ha.
Under 2. verdenskrig blev de selvstændige kommuner Nordmarsk (tidligere Hallig Nordmarsk), Langenæs (tidligere Halligen Langenæs og Buthvel) og Øland sammenlagt til kommunen Langenæs. Rådhuset ligger på Øland, hvis eneste værft har kommunens fleste beboere. Kommunens administration befinder sig på Pelvorm, da kommunen Langenæs tilhører Pelvorms kommunefællesskab (Amt Pellworm) og ikke har sin egen forvaltning. Kommunen Langenæs har 118 indbyggere (2011) deraf 100 på Langenæs, der bor på 16 værfter i 58 husholdninger. 
Siden kommunevalget i 2008 har den partiuafhængige liste WG-LA alle syv pladser i kommunerådet.

## Langenæs Kirke
Halligens nuværende kirke er fra 1894. Den blev bygget på fundamenterne af en ældre kirkebygning.

## Museer
Tade Volkerts, kaptajn i hollandsk tjeneste, byggede i 1741 huset. 1825 ødelagde en stormflod en stor del af bygningerne, som samme år blev genopbygget og udvidet. Efterkommere af kaptajnen boede indtil 1981 i huset. 1987 blev museet indviet efter 3 års restaurering. 
Kaptajn-Tadsen-museet på Ketelsvarft er bevaret i øens typiske byggeskik og husets oprindelige skikkelse. Ud over dørns, pisel og kælderrum er der spisekammer, køkken, kælder og stald. Disse rum er møblerede med 1700-tallets genstande og redskaber, hvoraf størstedelen stammer fra selve huset. Kaptajnens hus er et helt enestående eksempel på livet på vadehavsøerne for 250 år siden. Museet har åbent fra påske til oktober.
På Honkensvarft ligger det familiedrevne museum Friesenstube (=Friserstuen), der har været ejet af familien Johannsen i århundreder. Huset viser et inventar, som var typisk for vadehavsøernes huse. Der er en typisk nordfrisisk dagligstue med flisede vægge i blåt blomstermønster fra 1780erne og seng indbygget i væggen. Inventaret er overvejende fra søfartsperioden. Samtlige udstillingsgenstande blev købt af de nuværende ejeres forfædre i 1600- og 1700-tallet: møbler, familiens genstande, dragter og smykke, porcelæn, glas, billeder af skibe, håndskrifter og familiedokumenter.
På Ketelvarft ligger der en stubmølle, som var i drift som kornmølle indtil 1953. Møllen, en kopi af "Peter Hansen Bockmühle" blev genopført på Ketelsvarft 1995 ved siden af Kapitän Tadsen Museum. Tidligere var der på de fleste halliger flere stubmøller, men de forsvandt i omkring 1920. 

## Trafik, økonomi og turisme
Langenæs har kun landforbindelse med fastlandet via den ved ebbe brugbare jernbanedæmning gennem Vadehavet til Øland og derfra til Dagebøl på fastlandet. Banegården "Der „Lorenbahnhof" befinder sig på øens nordøstlige del i nærheden af Bandixvarft. I den anden ende af øen mod sydvest ved Rixvarft ligger øens eneste færgeanlægsplads med regelmæssig færgeforbindelse til Slutsil. Færgen kan tage biler med, men der er kun én vej mellem færgeanlægspladsen og Lorebanegården med korte vejgrene til de enkelte værfter.
Langenæs har siden 1954 via et kabel været forsynet med strøm fra fastlandet. Også drikkevandsforsyningen er i nutiden sikret med en ledning til fastlandet.
Foruden landbrug (overvejende et bierhverv) og beskæftigelse ved kystsikringen er turismen en vigtig indtægtskilde for indbyggerne.
Mod vest på det gamle Petersvarft står det i 1902 opførte fyrtårn Nordmarsch med en højde af 11,50 meter. På vestsiden af Langenæs på varft Hilligenley ligger gæstehuset Hilligenley med 35 senge, restaurant og ferieboliger. På Mayensvarft ligger hotel Anker`s Hörn.
54°38′24″N 8°36′06″Ø / 54.64°N 8.6017°Ø